# Никава
Никава е погранична сръбска област на сръбските земи откъм владенията на Византия след покоряването на България по време управлението на Комнините, споменавана многократно от Йоан Кинам.
Обхваща областта около планината Ниная. В областта се намира средновековната крепост Галич, днешното село Градац.
При управлението на Вукан, Урош I, Урош II и Деса, Сърбия се намира западно от поречието на река Рашка, която е в границите на Византия.